# Świat (tarot)
Świat – karta tarota, ostatnia wśród Arkanów Wielkich, oznaczana numerem 21 (XXI).
Inne nazwy: Universum, Zbawca, Tańczący Bóg, Chrystus.

## Wygląd
Na karcie widoczna jest tańcząca postać, często naga. Zazwyczaj jest otoczona wieńcem, za którym znajdują się inne postaci (często symbole Ewangelistów: anioł, orzeł, lew i wół; porównaj z Maiestas Domini). Czasem centralna postać podtrzymuje planetę Ziemię.

## Znaczenie
Karta ta jest uważana za symbolizującą szczęście, powodzenie i radość. Oznacza także spełnienie marzeń i wiele sukcesów we wszystkich dziedzinach życia. W położeniu odwróconym bywa uważana za symbol wahania przed przyjęciem nadchodzącego szczęścia, a czasem także za przeciwieństwo podstawowego znaczenia - czyli nadchodzący ogrom cierpień i nieszczęść.

## Galeria

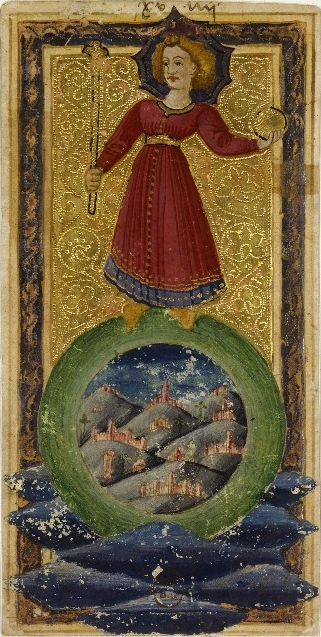
Świat z talii Karola VI (XV wiek).
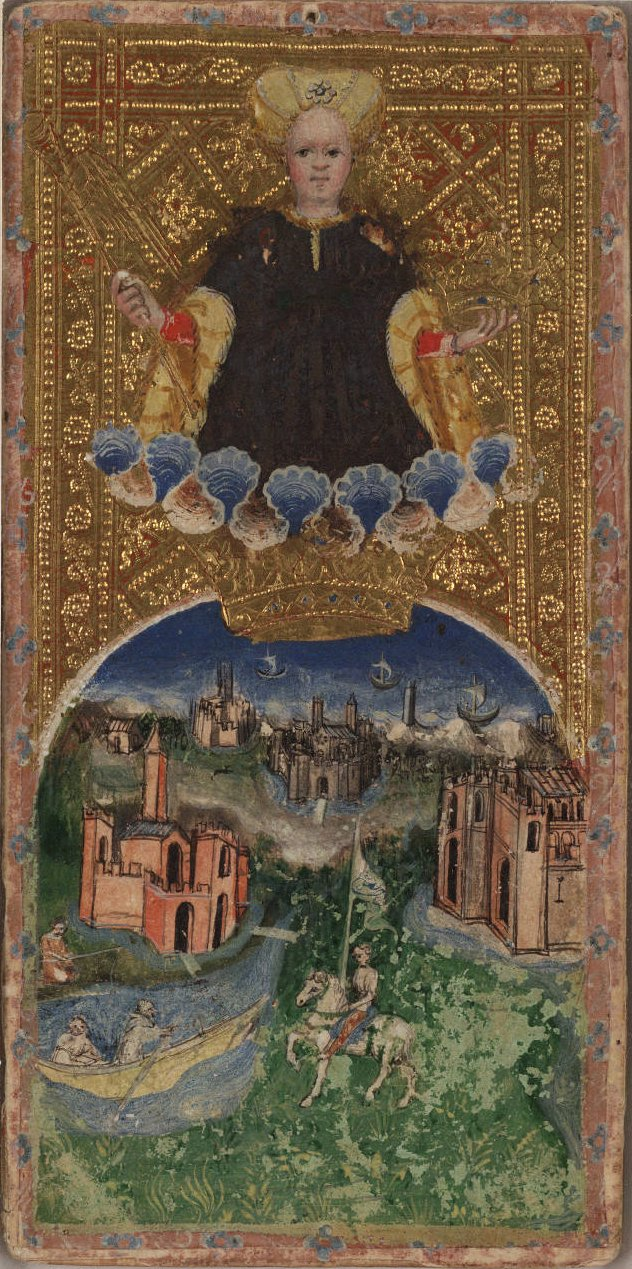
Świat z talii tarota Viscontich Cary-Yale zwanej też Visconti di Modrone (XV wiek).
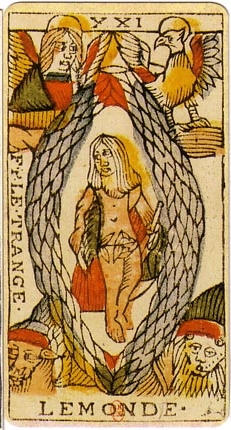
Świat z talii tarota marsylskiego Jeana Dodala (XVIII wiek). Widoczny wieniec w kształcie vesica piscis oraz symbole czterech ewangelistów (cztery istoty żyjące).
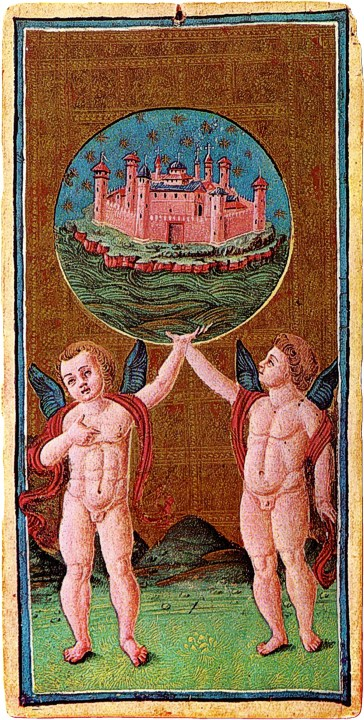
Świat z talii tarota Viscontich-Sforzów ze zbiorów Pierpont Morgan-Bergamo (XV wiek) – reproduckja